# Новодмитровка (Генический район)
Новодмитровка (укр. Новодмитрівка) — село в Генической городской общине Генического района Херсонской области Украины.
Население по переписи 2001 года составляло 1 141 человек. Почтовый индекс — 75566. Телефонный код — 5534. Код КОАТУУ — 6522181501.
Изначальное название населённого пункта — Джамбуйлук (до 1923 года). Основная масса населения — русские, украинцы, турки, крымские татары.
В селе функционирует школа, обслуживающая также сёла Люблинка и Веснянка. Количество учеников — 142, на 1 сентября 2019 года.

## Местный совет
Местный совет (рада) находится по почтовому адресу: улица Шевченко, дом № 26, село Новодмитровка, Генический район, Херсонская область, 75566.